# Alexander Grothendieck
Alexander Grothendieck (født 28. marts 1928 i Berlin, død 13. november 2014) var en fransk matematiker. Han var den centrale person bag skabelsen af den moderne teori om algebraisk geometri. Hans forskning forøgede dette felt kraftigt og inkorporerede elementer af kommutativ algebra, homologisk algebra og kategoriteori i dets grundpiller. Dette nye perspektiv førte til revolutionære fremskridt inden for mange områder af ren matematik.
Han blev belønnet med Fieldsmedaljen i 1966, men undlod af politiske årsager at tage mod medaljen i Moskva; og han fik desuden Crafoordprisen i 1988, som han helt afslog at tage imod. I 1991 flyttede han pludselig til en landsby i det sydlige Frankrig. Derefter levede han uden kontakt med sine tidligere fagfæller. Grunden til dette har han forklaret i et stort skriftligt arbejde, Récoltes et semailles, der findes offentliggjort online og som er ved at blive oversat til engelsk.